# Sphagnum typicum
Sphagnum typicum là một loài rêu trong họ Sphagnaceae. Loài này được Meyl. mô tả khoa học đầu tiên năm 1905.